# Grand Prix Formule 1 van Portugal 1990
De Grand Prix Formule 1 van Portugal 1990 werd gehouden op 23 september 1990 op Estoril.

## Uitslag
| Positie | Nummer | Rijder             | Team                  | Ronden | Tijd/Opgave     | Startplaats | Punten |
| ------- | ------ | ------------------ | --------------------- | ------ | --------------- | ----------- | ------ |
| 1       | 2      | Nigel Mansell      | Ferrari               | 61     | 1:22:11.014     | 1           | 9      |
| 2       | 27     | Ayrton Senna       | McLaren-Honda         | 61     | +2.808          | 3           | 6      |
| 3       | 1      | Alain Prost        | Ferrari               | 61     | +4.189          | 2           | 4      |
| 4       | 28     | Gerhard Berger     | McLaren-Honda         | 61     | +5.896          | 4           | 3      |
| 5       | 20     | Nelson Piquet      | Benetton-Ford         | 61     | +57.418         | 6           | 2      |
| 6       | 19     | Alessandro Nannini | Benetton-Ford         | 61     | +58.249         | 9           | 1      |
| 7       | 6      | Riccardo Patrese   | Williams-Renault      | 60     | +1 Lap          | 5           |        |
| 8       | 4      | Jean Alesi         | Tyrrell-Ford          | 60     | +1 Lap          | 8           |        |
| 9       | 9      | Michele Alboreto   | Arrows-Ford           | 60     | +1 Lap          | 19          |        |
| 10      | 25     | Nicola Larini      | Ligier-Ford           | 59     | +2 Laps         | 22          |        |
| 11      | 23     | Pierluigi Martini  | Minardi-Ford          | 59     | +2 Laps         | 16          |        |
| 12      | 15     | Mauricio Gugelmin  | Leyton House-Judd     | 59     | +2 Laps         | 14          |        |
| 13      | 10     | Alex Caffi         | Arrows-Ford           | 58     | Crash           | 17          |        |
| 14      | 30     | Aguri Suzuki       | Larrousse-Lamborghini | 58     | Crash           | 11          |        |
| 15      | 21     | Emanuele Pirro     | Dallara-Ford          | 58     | +3 Laps         | 13          |        |
| NF      | 26     | Philippe Alliot    | Ligier-Ford           | 52     | Crash           | 20          |        |
| NF      | 7      | David Brabham      | Brabham-Judd          | 52     | Versnellingsbak | 25          |        |
| NF      | 16     | Ivan Capelli       | Leyton House-Judd     | 51     | Motor           | 12          |        |
| NF      | 5      | Thierry Boutsen    | Williams-Renault      | 30     | Motor           | 7           |        |
| NF      | 29     | Éric Bernard       | Larrousse-Lamborghini | 24     | Versnellingsbak | 10          |        |
| NF      | 8      | Stefano Modena     | Brabham-Judd          | 21     | Versnellingsbak | 23          |        |
| NF      | 12     | Martin Donnelly    | Lotus-Lamborghini     | 14     | Alternator      | 15          |        |
| NF      | 11     | Derek Warwick      | Lotus-Lamborghini     | 5      | Gaspedaal       | 21          |        |
| NF      | 18     | Yannick Dalmas     | AGS-Ford              | 3      | Aandrijving     | 24          |        |
| NF      | 22     | Andrea de Cesaris  | Dallara-Ford          | 0      | Spin            | 18          |        |
| NS      | 3      | Satoru Nakajima    | Tyrrell-Ford          | 0      | Ziekte rijder   | 26          |        |
| NQ      | 14     | Olivier Grouillard | Osella-Ford           |        |                 |             |        |
| NQ      | 24     | Paolo Barilla      | Minardi-Ford          |        |                 |             |        |
| NQ      | 17     | Gabriele Tarquini  | AGS-Ford              |        |                 |             |        |
| NQ      | 31     | Bertrand Gachot    | Coloni-Ford           |        |                 |             |        |
| PQ      | 33     | Roberto Moreno     | EuroBrun-Judd         |        |                 |             |        |
| PQ      | 34     | Claudio Langes     | EuroBrun-Judd         |        |                 |             |        |
| PQ      | 39     | Bruno Giacomelli   | Life-Judd             |        |                 |             |        |

## Wetenswaardigheden
- Raceleiders: Ayrton Senna (46 ronden, 1-28 & 32-49), Gerhard Berger (3 ronden, 29-31), Nigel Mansell (31 ronden, 50-61)
- Satoru Nakajima had zich op de 20ste startplaats gekwalificeerd maar kreeg griep en kon niet starten. De grid werd vervolgens aangepast.
- De race bestond oorspronkelijk uit 71 ronden maar werd voortijdig stopgezet door een crash van Alex Caffi en Aguri Suzuki.
- Ferrari kondigde aan dat Jean Alesi in 1991 teamgenoot zou worden van Alain Prost. Het leek erop dat hij al een contract had getekend bij Williams maar hij tekende uiteindelijk toch bij Ferrari omdat hij dacht dat hij bij het Italiaans team meer kans had om kampioen te worden.
- Het Life-team stapte af van hun eigen W12-motor en ging met Judd-motors rijden. Hierdoor paste de motorkap echter niet meer op de auto.

## Statistieken
| Pole-position | Nigel Mansell    | Ferrari          | 1:13.557 |
| Snelste ronde | Riccardo Patrese | Williams-Renault | 1:38.306 |

1958 · 1959 · 1960 · 1984 · 1985 · 1986 · 1987 · 1988 · 1989 · 1990 · 1991 · 1992 · 1993 · 1994 · 1995 · 1996 · 2020 · 2021